# بيل نيوتن دان
بيل نيوتن دان (بالإنجليزية: Bill Newton Dunn)‏ هو سياسي بريطاني، ولد في 3 أكتوبر 1941 في Greywell ‏ في المملكة المتحدة. نشط حزبياً في الديمقراطيون الليبراليون.

## مناصب
- انتخب عضو في البرلمان الأوروبي عن دائرة East Midlands (European Parliament constituency) [الإنجليزية]‏ لترشحه ضمن قائمة الديمقراطيون الليبراليون، خلال فترته النيابية (2 يوليو 2019 – ).
- انتخب عضو في البرلمان الأوروبي عن دائرة Lincolnshire (European Parliament constituency) [الإنجليزية]‏ لترشحه ضمن قائمة حزب المحافظين، وقد انضم خلال فترته النيابية (1 مايو 1992 – 18 يوليو 1994) للكتلة البرلمانية الكتلة البرلمانية لحزب الشعب الأوروبي.
- في انتخابات البرلمان الأوروبي 1979، انتخب عضو في البرلمان الأوروبي عن دائرة Lincolnshire (European Parliament constituency) [الإنجليزية]‏ لترشحه ضمن قائمة حزب المحافظين، وقد انضم خلال فترته النيابية (17 يوليو 1979 – 23 يوليو 1984) للكتلة البرلمانية الديمقراطيون الأوروبيون [الإنجليزية]‏.
- في انتخابات البرلمان الأوروبي 1984، انتخب عضو في البرلمان الأوروبي عن دائرة Lincolnshire (European Parliament constituency) [الإنجليزية]‏ لترشحه ضمن قائمة حزب المحافظين، وقد انضم خلال فترته النيابية (24 يوليو 1984 – 24 يوليو 1989) للكتلة البرلمانية التحالف الديمقراطي الأوروبي [الإنجليزية]‏.
- في انتخابات البرلمان الأوروبي 1989، انتخب عضو في البرلمان الأوروبي عن دائرة Lincolnshire (European Parliament constituency) [الإنجليزية]‏ لترشحه ضمن قائمة حزب المحافظين، وقد انضم خلال فترته النيابية (25 يوليو 1989 – 30 أبريل 1992) للكتلة البرلمانية التحالف الديمقراطي الأوروبي [الإنجليزية]‏.
- في انتخابات البرلمان الأوروبي 1999، انتخب عضو في البرلمان الأوروبي عن دائرة East Midlands (European Parliament constituency) [الإنجليزية]‏ لترشحه ضمن قائمة حزب المحافظين، وقد انضم خلال فترته النيابية (20 يوليو 1999 – 19 يوليو 2004) للكتلة البرلمانية الكتلة البرلمانية لحزب الشعب الأوروبي.
- في انتخابات البرلمان الأوروبي 2004، انتخب عضو في البرلمان الأوروبي عن دائرة East Midlands (European Parliament constituency) [الإنجليزية]‏ لترشحه ضمن قائمة الديمقراطيون الليبراليون، وقد انضم خلال فترته النيابية (20 يوليو 2004 – 13 يوليو 2009) للكتلة البرلمانية مجموعة تحالف الليبراليون والديمقراطيون من أجل أوروبا [الإنجليزية]‏.
- في انتخابات البرلمان الأوروبي 2009، انتخب عضو في البرلمان الأوروبي عن دائرة East Midlands (European Parliament constituency) [الإنجليزية]‏ لترشحه ضمن قائمة الديمقراطيون الليبراليون، وقد انضم خلال فترته النيابية (14 يوليو 2009 – 30 يونيو 2014) للكتلة البرلمانية مجموعة تحالف الليبراليون والديمقراطيون من أجل أوروبا [الإنجليزية]‏.
- انتخب عضو في البرلمان الأوروبي عن دائرة East Midlands (European Parliament constituency) [الإنجليزية]‏ (1 مايو 1999 – 2 يوليو 2014).